# Yves Le Saux
Pour les articles homonymes, voir Saux (homonymie).
Yves Le Saux, né le 24 décembre 1960 à Hennebont, est un évêque catholique français, évêque d'Annecy depuis 2022, après avoir été évêque du Mans.

## Biographie

### Jeunesse
Yves Le Saux est né à Hennebont (Morbihan), le 24 décembre 1960, de Joseph, charpentier, et Marie-Yvonne Le Gallo. Il fait ses études secondaires au lycée Sainte Jeanne d’Arc de Pontivy. Durant cette période il fait la connaissance de Pierre Goursat et découvre la communauté de l'Emmanuel encore naissante.

### Formation
Après ses études secondaires, Yves Le Saux poursuit son parcours au sein de l'Institut d’Études Théologiques de Bruxelles de 1980 à 1986, où il obtient un baccalauréat en théologie.

## Ministères
Membre de la communauté de l'Emmanuel, il est ordonné prêtre le 22 juin 1986 pour le diocèse d'Autun.
Son ministère sacerdotal sera dès lors partagé entre le diocèse d'Autun et la communauté de l'Emmanuel. De 1986 à 1992 il est l'un des chapelains de Paray-le-Monial, lieu d'importantes sessions organisées par la communauté. Il est également aumônier de l'école d'évangélisation de Paray. De 1992 à 1994 il est adjoint au supérieur des chapelains et recteur du sanctuaire (la basilique du Sacré-Cœur, le prieuré Notre-Dame, et la chapelle de la Visitation). En 1994 il devient supérieur des chapelains et délégué épiscopal pour la pastorale de la famille dans le diocèse d'Autun.
De 1997 à 2002 il est responsable de l'année de propédeutique de la communauté de l'Emmanuel, à Namur, en Belgique.
En 2002 il succède à Jacques Benoit-Gonnin comme prêtre accompagnateur des séminaristes et des prêtres de l'Emmanuel.

### Évêque
Nommé évêque du Mans le 21 novembre 2008, il est consacré évêque le 25 janvier 2009 par le cardinal Vingt-Trois, archevêque de Paris, assisté de Pierre d'Ornellas, archevêque de Rennes et de Benoît Rivière, évêque d'Autun.
La même année, il est chargé d'ouvrir le procès de béatification de l'impératrice Zita d'Autriche, très liée à l'abbaye Sainte-Cécile de Solesmes où trois de ses sœurs étaient moniales.
Président du colloque pour l'Académie pour une Écologie intégrale, Monseigneur Le Saux évoque son intérêt pour ce projet porté par les moines de la communauté des Frères de Saint Jean. Leur objectif étant de former toutes types de personnes à une agriculture plus respectueuse de l'environnement. L’Académie qu’ils ont créée repose sur trois principes : « Prendre soin de la terre, de l’humain et du partage. »
Le 27 juin 2022, il est nommé évêque d'Annecy par le pape François. Il est installé le 21 août en l'église Saint-Maurice d'Annecy sur sa cathèdre, en présence de l'archevêque métropolitain de Lyon, Olivier de Germay et de Celestino Migliore, nonce apostolique en France. Yves Le Saux prend possession de sa cathédrale et célèbre sa première messe en la cathédrale Saint-Pierre-aux-Liens d'Annecy le dimanche 28 août.

### Abus sexuels dans l’Église
En mars 2017, une enquête de Mediapart révèle une liste d’évêques, dont Yves Le Saux, qui ont selon elle protégé des prêtres accusés d’abus sexuels en omettant intentionnellement d'alerter les autorités judiciaires,. Ainsi dans l'affaire Max de Guibert, le prêtre a continué à encadrer des jeunes dans la Sarthe alors qu'Yves Le Saux avait déjà reçu un courrier envoyé par la famille d'une victime .
En mai 2024, un article de Libération indique que « Yves Le Saux semble avoir écarté les nombreux signalements qu’il lui avait été transmis » vis-à-vis de Benoît Moulay, « prêtre accusé de harcèlement ou violences sexuelles par plusieurs femmes ». En décembre 2019, toutefois, l’évêque du Mans, avait suspendu  de tout ministère public  Benoît Moulay, qui avait alors quitté la paroisse où il était en mission. Yves le Saux a ensuite engagé un procès canonique à l'encontre de Benoît Moulay, au terme duquel le tribunal ecclésiastique de Rennes a condamné ce dernier au renvoi de l’état clérical en juillet 2023,.

### Relations avec les Églises d'Afrique
Mgr Yves Le Saux a été l'un des deux évêques français à pouvoir se rendre au Burkina-Faso en février 2025 pour célébrer les 125 ans d'évangélisation de ce pays.
A cette occasion, il a pu rencontrer une délégation du diocèse de Fada N'Gourma (de) avec lequel le diocèse d'Annecy entretient des liens étroits depuis plusieurs années.